# Vodní mlýn v Petrovicích (Nové Město na Moravě)
Vodní mlýn v Petrovicích u Nového Města na Moravě v okrese Žďár nad Sázavou je vodní mlýn, který stojí na východním okraji obce na řece Bobrůvka. V letech 1958–1987 byl chráněn jako nemovitá kulturní památka České republiky.

## Historie
Mlýn pochází pravděpodobně z první poloviny 15. století, současná podoba je z přelomu 16. a 17. století. Strojní vybavení mlýnice bylo v průběhu vývoje stavby průběžně modernizováno. V roce 1980 byl provoz zastaven.

## Popis
Areál vodního mlýna obsahuje vlastní objekt mlýna doplněný hospodářskými stavbami, které uzavírají dvůr, a solitérně stojící pilou.
V přízemí se z té doby dochovalo několik klenebních konstrukcí. Místnosti v obytné části v úrovni druhého nadzemního podlaží jsou zastropeny převážně dřevěnými průvlaky se záklopy, zčásti jsou zde valené klenby s lunetami. Stavební konstrukce mlýnice a krov pocházejí z konce 17. století. Částečně se dochovala raně barokní úprava zděné severozápadní štítové stěny, jednotlivé aktivní architektonické prvky jsou navzájem barevně odděleny.
Voda na vodní kolo vedla náhonem na turbínovou kašnu. V roce 1930 měl mlýn jedno kolo na svrchní vodu (průtok 0.19 m³/s, spád 5.2 m, výkon 8.5 k), pilu poháněnou kolem na svrchní vodu (průtok 0.108 m³/s, spád 5.5 m, výkon 5.1 k) a spirální Francisovu turbínu od výrobce Union a. s., České Budějovice.
Umělecké složení mlýna se dochovalo včetně Francisovy turbíny a je stále ve velmi dobrém a provozuschopném stavu. Zanikl provoz pily, výroba elektrické energie a pohon zemědělských strojů.